# Bello Horizonte (Piura)
Bello Horizonte es un caserío peruano ubicado en el distrito de Tambogrande, perteneciente a la provincia y departamento de Piura, al norte del Perú. 

## Ubicación
Bello Horizonte se ubica al noreste de la provincia de Piura, en el distrito de Tambogrande, en el departamento de Piura.

## Demografía
En 2017 Bello Horizonte tenía una población de 449 habitantes.